# おウチに帰ろう!
『おウチに帰ろう!』（おウチにかえろう）は、2000年10月17日から2001年3月20日までTBS系列で放送されていたバラエティー番組である。放送時間は、毎週火曜19:00 - 19:54（JST）。

## 概要
家庭の中に起きている問題や悩みを家族でどうやって解決していくのかを観察するノンフィクションホームドラマバラエティーと銘打ち放送された。

## 司会
- 堺正章
- 優香
- 安住紳一郎（TBSアナウンサー）

## パネリスト
- 中尾彬ほか

| TBS系 火曜19時枠    | TBS系 火曜19時枠 | TBS系 火曜19時枠 |
| 前番組              | 番組名           | 次番組           |
| ------------------- | ---------------- | ---------------- |
| 快傑熟女!心配ご無用 | おウチに帰ろう!  | めっけMON!       |

| スタブアイコン | サブスタブ | この項目は、まだ閲覧者の調べものの参照としては役立たない、テレビ番組に関連した書きかけの項目です。この項目を加筆・訂正などしてくださる協力者を求めています（P:テレビ/PJ:放送または配信の番組）。 |